# Міхал Йордан
Міхал Йордан (чеськ. Michal Jordán; 17 липня 1990, м. Злін, Чехія) — чеський хокеїст, захисник. Виступає за «Кароліна Гаррікейнс» у Національній хокейній лізі.
Вихованець хокейної школи ХК «Злін». Виступав за «Вінсдор Спітфаєр» (ОХЛ), «Плімут Вейлерс» (ОХЛ), «Шарлотт Чекерс» (АХЛ), «Кароліна Гаррікейнс».
В чемпіонатах НХЛ — 43 матчі (2+4).
У складі національної збірної Чехії учасник чемпіонатів світу 2014 і 2015 (31 матч, 9+13), учасник EHT 2014 і 2015 (19 матчів, 1+2). У складі молодіжної збірної Чехії учасник чемпіонатів світу 2008, 2009 і 2010. У складі юніорської збірної Чехії учасник чемпіонатів світу 2007 і 2008 (дивізіон І).